# Calomera lunulata
Calomera lunulata (Fabricius, 1781) è un coleottero carabide della sottofamiglia Cicindelinae, con areale perevalentemente nordafricano.

## Descrizione
È una cicindela di media grandezza, lunga 13–16 mm, con elitre di colore nero brillante e disegno di colore bianco-crema, . Il pronoto e le zampe presentano una fitta peluria biancastra.

## Distribuzione e habitat
La specie è distribuita prevalentemente in Nord Africa (Marocco, Tunisia, Algeria, Libia); in passato era stata segnalata anche in Italia, sull'isola di Lampedusa, in località Guiccia, ove è andata incontro ad estinzione locale per la distruzione del suo habitat.
Popola le zone umide salate interne, tipo chott; più rara lungo le coste, dove si trova in ambienti limosi salmastri sui delta fluviali o al bordo di lagune.